# Alton Thelwell
Alton Thelwell (Islington, Inglaterra, 5 de septiembre de 1980) es un futbolista inglés. Juega de defensa y su actual equipo es el Leyton Orient F.C. de Inglaterra. Además ha pasado por el Hull City de Inglaterra y fue parte de la selección sub-21 de Inglaterra.